# Pestalozzi-Fröbel-Haus
Das Pestalozzi-Fröbel-Haus (PFH) ist eine Stiftung öffentlichen Rechts in Berlin-Schöneberg. Sie ist Träger einer Erzieherfachschule, von Kindertagesstätten und anderen psychosozialen und pädagogischen Einrichtungen der Kinder- und Jugendhilfe und Mitglied des Paritätischen Wohlfahrtsverbandes.

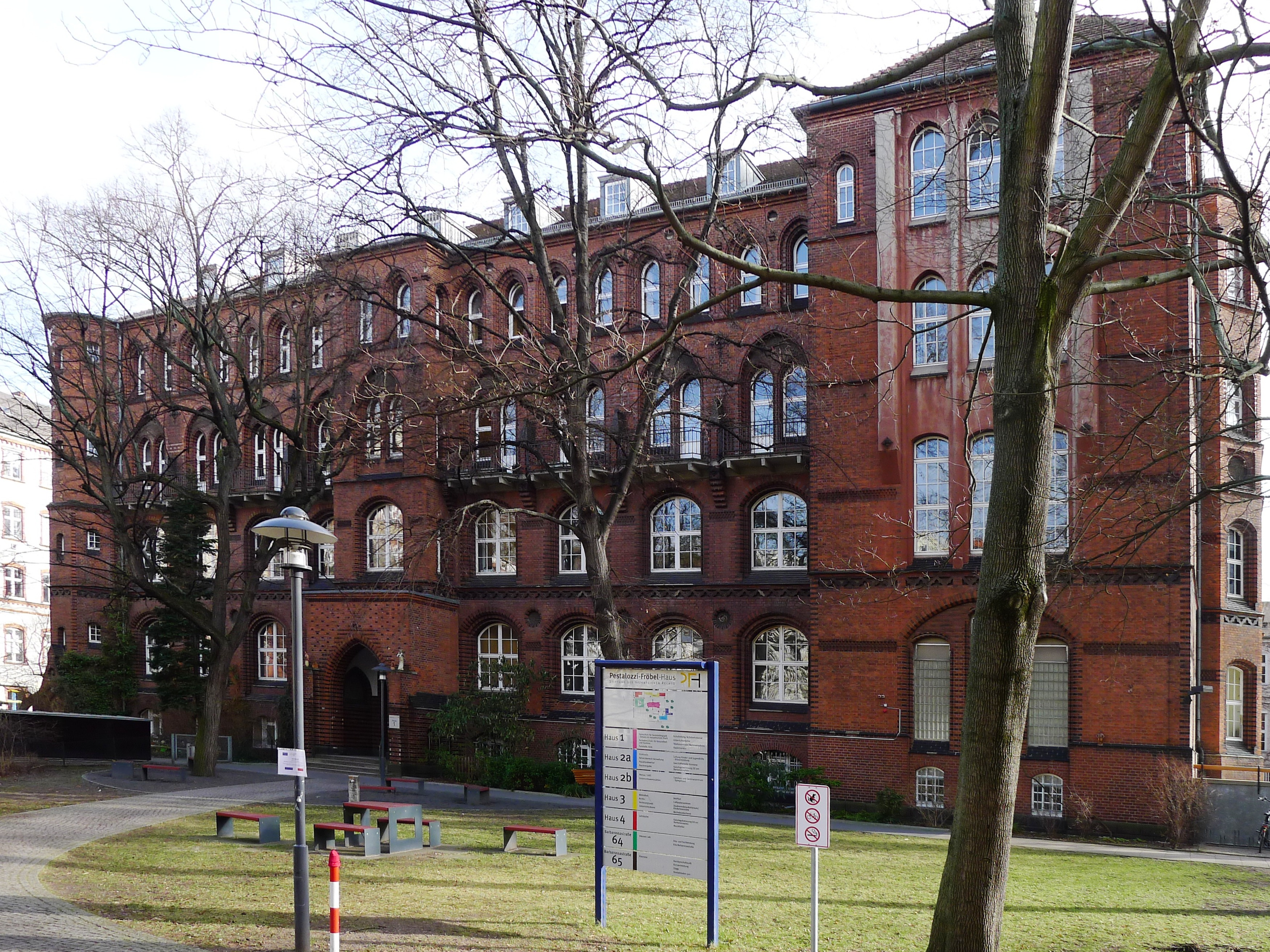
Haus 1 im Jahr 2015

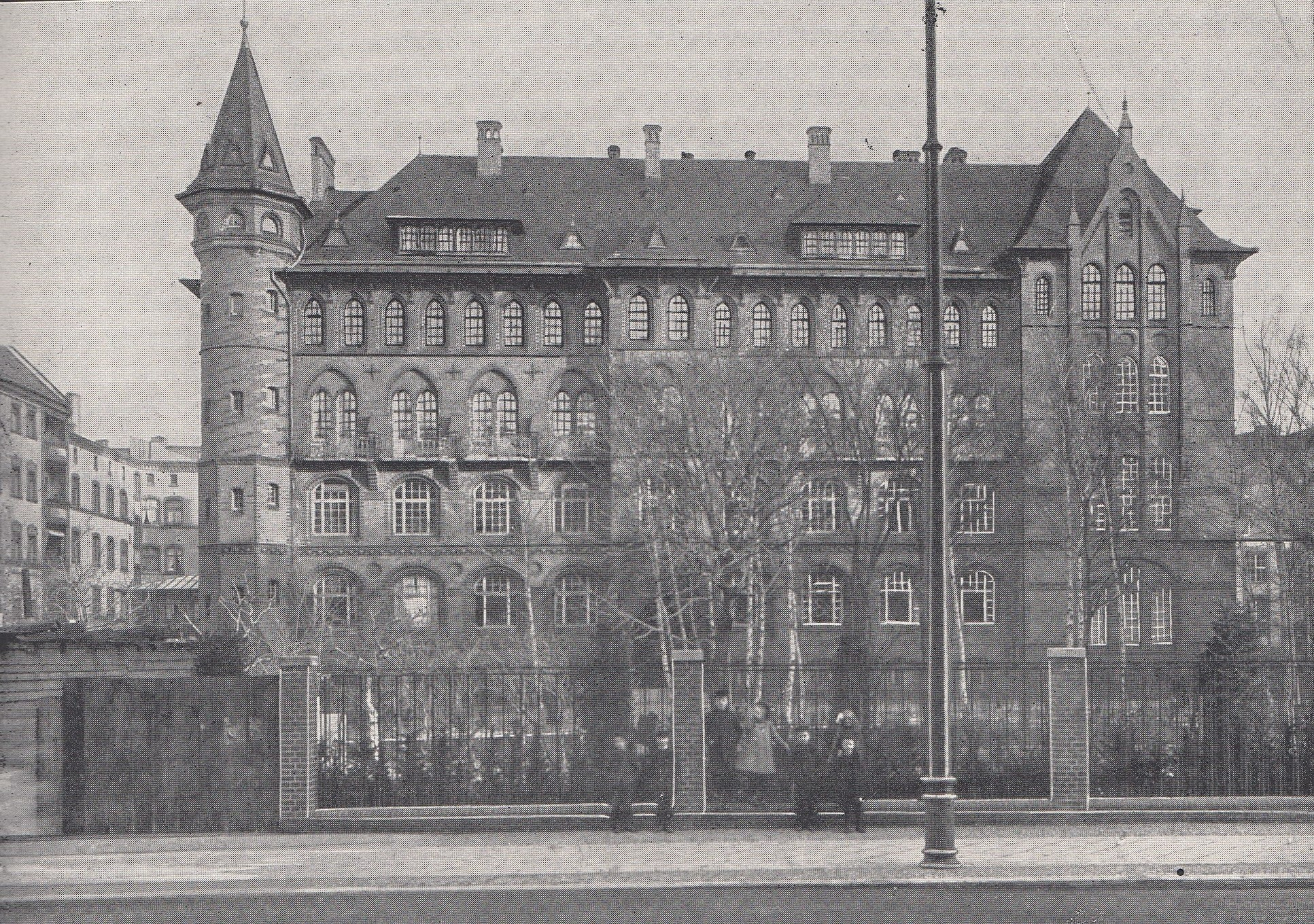
Ansichtskarte aus dem Jahre ca. 1908, archiviert im Ida-Seele-Archiv

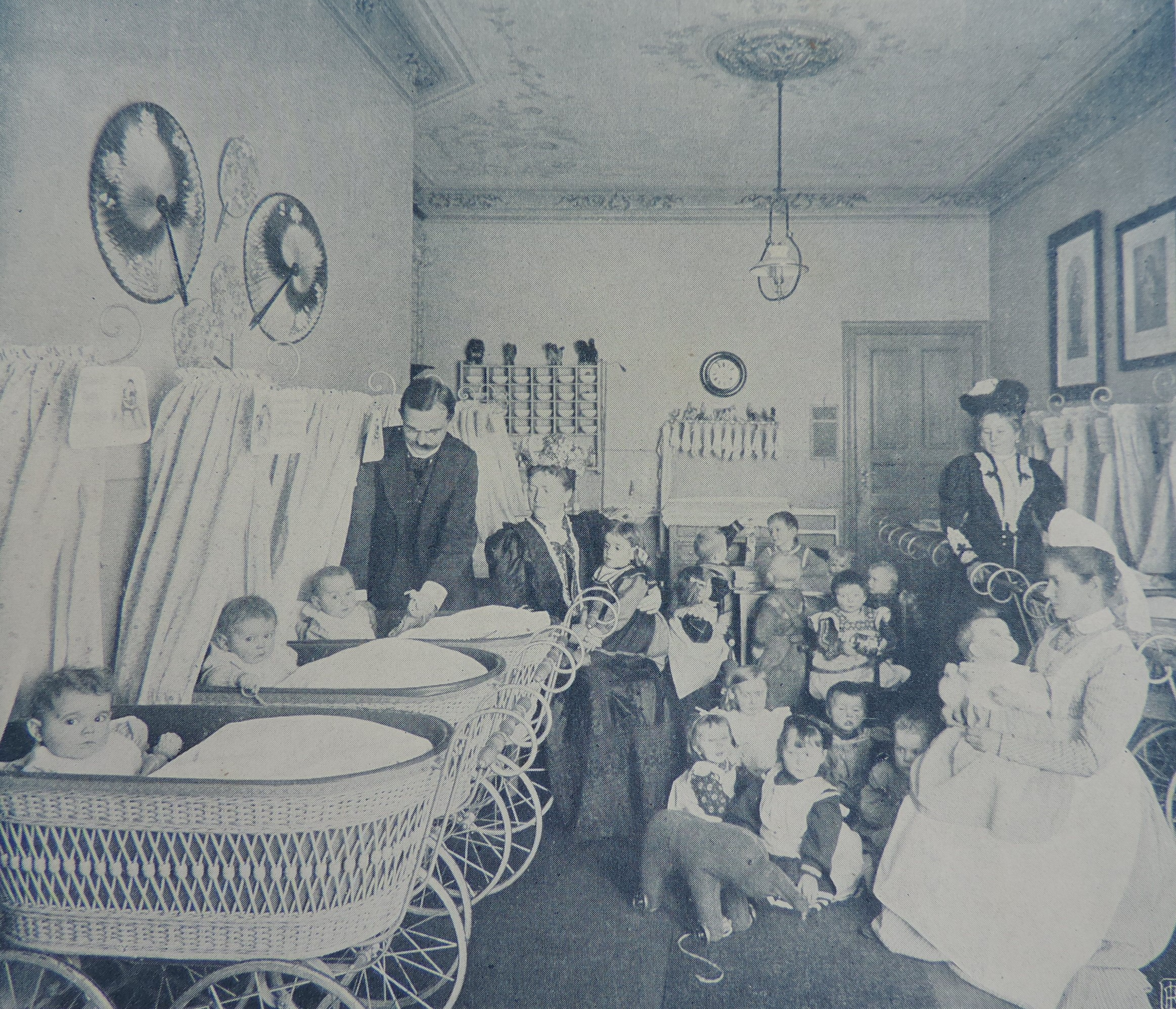
Kinderkrippe im Pestalozzi-Fröbel-Haus, archiviert im Ida-Seele-Archiv

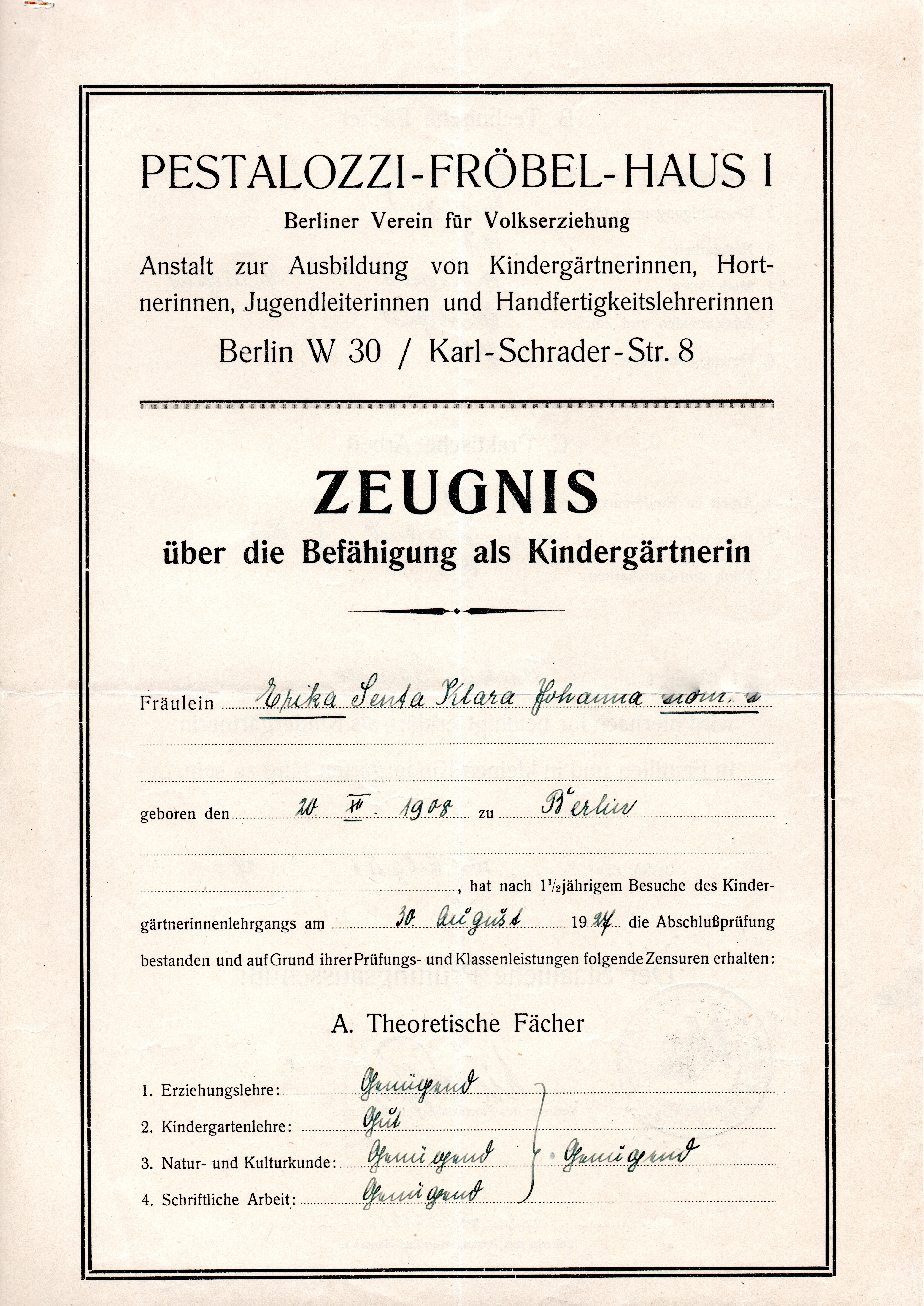
Zeugnis aus dem Jahre 1927, archiviert im Ida-Seele-Archiv

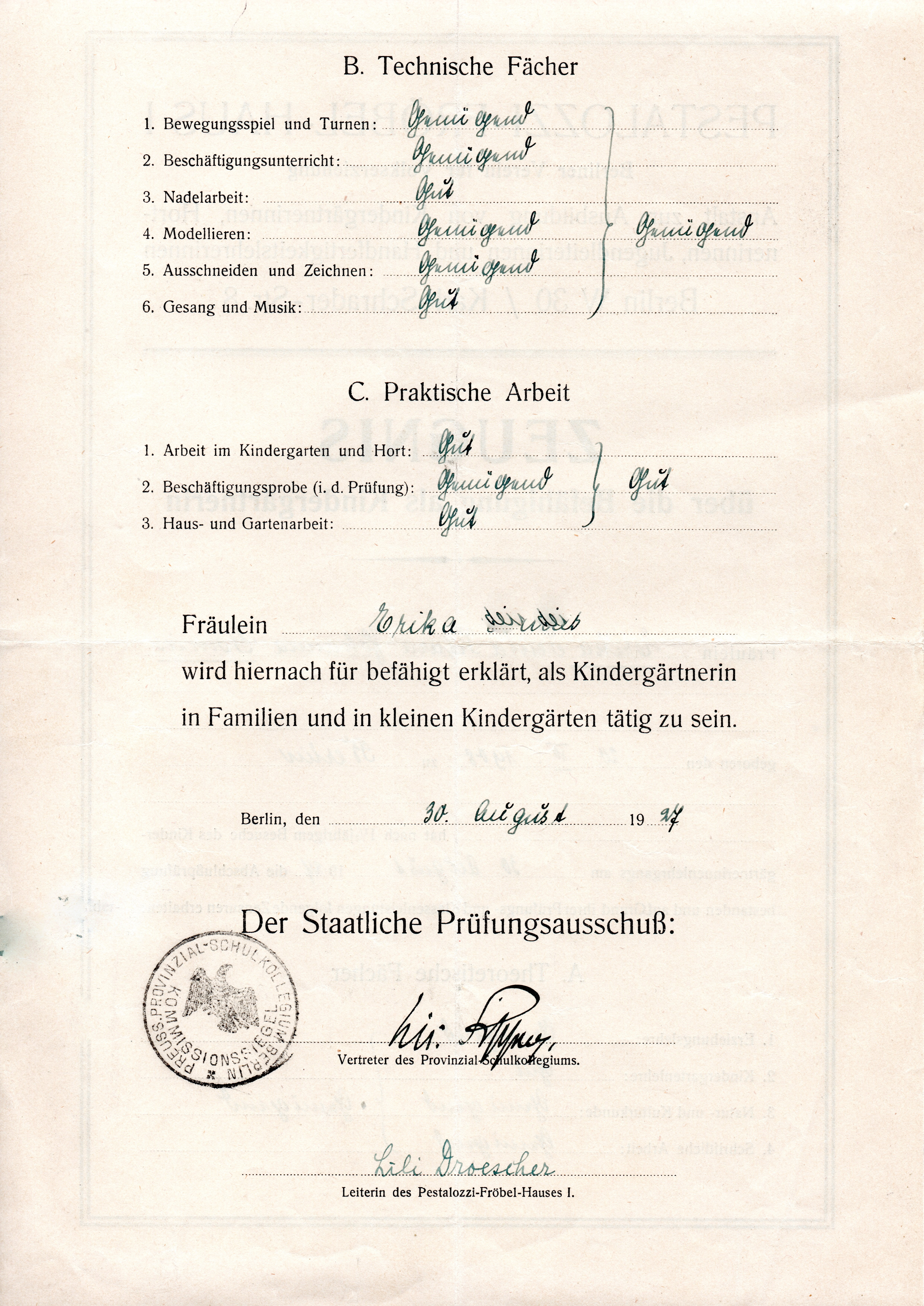
Zeugnis aus dem Jahre 1927, archiviert im Ida-Seele-Archiv

## Geschichte
Das PFH ist eine der ältesten Ausbildungsstätten Deutschlands für soziale Berufe und hat die Professionalisierung von Frauenerwerbsarbeit im sozialen Dienstleistungsbereich maßgebend beeinflusst. Die Anfänge des Hauses wurden von zwei Frauen geprägt, von Henriette Schrader-Breymann und Annette Hamminck-Schepel. Am 16. Mai 1874 wurde das PFH als „Berliner Verein für Volkserziehung“ gegründet und war zunächst Träger eines Volkskindergartens. In der Gründungsschrift wurden die Erweiterung und Verbesserung der Kleinkinderfürsorge und der Jugenderziehung sowie die Ausbildung von Frauen für Hauswirtschafts- und der Erziehungsberufe als Ziel genannt.
Henriette Schrader-Breymann, die Vorsitzende des Vereins, gliederte dem Kindergarten bald ein Kindergärtnerinnen-Seminar an. Mit Bezug auf die großen Pädagogen Johann Heinrich Pestalozzi und Friedrich Fröbel versuchte die Kindergärtnerin, die Idee der erzieherischen Kraft der Wohnstube, die Pestalozzi in seinen Schriften entwickelt hatte, in den Kindergarten zu übertragen und in Verbindung zu bringen mit der Idee der „freitätigen Entwicklung des Kindes im Spiel“, die Fröbel, Henriette Schrader-Breymanns Großonkel, in seinen Werken hervorgehoben hatte. Schrader-Breymann entwickelte für die pädagogische Arbeit die damals innovative „Methode des Monats- oder Konzentrationsgegenstandes“, die bis heute in der Elementarpädagogik Anwendung findet. Ausgangspunkt dieses ungefähr vier Wochen umfassenden Planes sollten die Jahreszeit, die örtlichen Verhältnisse (Stadt, Land) und das Alter der Kinder sein. Wichtig bei der Planung der Arbeit waren die Gruppierung aller Beschäftigungen, Spiele, Lieder und Geschichten um den Mittelpunkt, sowie dass die Erzieherin entscheidet, welche Beschäftigung angebracht ist. Der Plan wurde niemals im Sinne eines verbindlichen Schullehrplans aufgefasst, sondern immer als Hilfe für Planungsarbeit in der eigenen Kindergruppe.
Ab 1878 hatte man Handfertigkeitskurse für Schulkinder (Arbeitsschule) eingerichtet und ein Jahr später eine Elementarklasse angegliedert. 1880 wurden alle Vereinseinrichtungen in der Steinmetzstraße zusammengefasst. Bald kamen weitere Einrichtungen hinzu wie ein Mädchenheim (1881), eine Koch- und Haushaltungsschule (1884) durch Hedwig Heyl und später noch eine Kinderkrippe, Vermittlungsklassen, eine Vorklasse, ein Jugendhort sowie Einrichtungen, die nur für Kinder bestimmt sind, deren Mütter aus Zeitmangel an einer zweckdienlichen Versorgung und Pflege ihrer Kinder gehindert sind. Dazu gehört die Verabfolgung einer warmen Mittagsmahlzeit gegen geringes Entgelt, Gelegenheit zu ausgiebiger Mittagsruhe auf geeigneten Liegestellen und regelmäßige Körperpflege durch Bäder. Des Weiteren unterhielt das PFH das Kinderheim Hundert-Eichen, in Osterode im Südharz, das 20 schwächlichen Kindern in vorschulpflichtigen Alter (oder ersten Schulalter) zur Erholung und körperlicher Kräftigung diente. In Verbindung mit dem Kinderheim im Harz wurde noch ein Erziehungsheim für Töchter gebildeter Familien begründet, das die jungen Mädchen, nach dem Verlassen einer höheren Mädchenschule, auf praktische Lebensgebiete hinführen soll, ohne ihnen eigentliche Berufsbildung zu geben. Hauswirtschaftliche Tätigkeit, Anleitung in Gartenbau und in der Kinderpflege wechseln mit Stunden der Fortbildung ab.
1896 wurden in Berlin-Schöneberg zwei neue stattliche Gebäude (Haus I und Haus II) an der Ecke Kyffhäuserstraße, Barbarossastraße (ab 1914 Karl-Schrader-Straße 7/8) errichtet. „Das Aufblühen (der) Anstalt wäre nicht ohne den großartigen Neubau des Pestalozzi-Fröbel-Hauses in der Barbarossastrasse möglich gewesen. Durch die Vermittlung von Frau Hedwig Heyl gelang es Frau Schrader, eine edle Frau Berlins, Maria Elisabeth Wentzel-Heckmann, für die Ideen und Bestrebungen der großen Erziehungsanstalt zu interessieren. Frau Wentzel-Heckmann kaufte ein großes Grundstück zwischen der Grunewaldstraße und Barbarossastrasse und stiftete das Kapital zu dem Bau der beiden bekannten Häuser des Pestalozzi-Fröbel-Hauses I und II. Der ‚Berliner Verein für Volkserziehung‘ wurde verpflichtet, gewisse Tilgungs- und Zinszahlungen zu übernehmen. Die Bauten, 1896 begonnen, konnten 1898 bezogen werden.“
1908 wurde auf dem Gelände des PFH die von Alice Salomon ins Leben gerufene „Soziale Frauenschule“ (Haus III) eröffnet, unterstützt und gefördert von dem Berliner Verein für Volkserziehung in Gemeinschaft mit den Mädchen- und Frauengruppen für soziale Hilfsarbeit. Die Ausbildungsstätte diente der Vorbereitung junger Mädchen und Frauen auf freiwillige, ehrenamtliche oder berufliche Tätigkeit auf sozialem oder kommunalen Gebiete. Im Oktober 1911 begann hier Gertrud Feiertag ihre Ausbildung; im Sommer des Jahres 1914 wurde sie als zweite Leiterin im Kinder Erholungsheimes U.O.B.B. Zion-Loge XV. No. 360 Hannover auf Norderney tätig und übernahm an Ostern 1920 die Leitung dieser Einrichtung. Im Kinder-Erholungsheim der Zion-Loge U.O.B.B. konnten in der zweiten Hälfte der 1920er Jahre häufig Auszubildende des PFH praktische Erfahrungen sammeln.
Alice Salomon rief 1925 die Deutsche Akademie für soziale und pädagogische Frauenarbeit ins Leben, eine spezielle Weiterbildungsakademie für Frauen mit entsprechendem Staatsexamen und drei Jahren Berufserfahrung in sozialer Arbeit, Krankenpflege, Hauswirtschaft oder Unterricht an Sozialschulen. Während der Zeit der Nazi-Diktatur blieb das PFH, zu dessen Vorsitzendem Karl Spiewok, Hauptabteilungsleiter der NSV im Gau Berlin, bestimmt wurde, als eigenständige Einrichtung bestehen. Es wurde, bis auf die Deutsche Akademie für soziale und Pädagogische Frauenarbeit, nicht aufgelöst und auch nicht in eine NS-Organisation eingegliedert. Jüdische und „nichtarische“ Lehrkräfte wurden entlassen. Die Lehr- und Lerninhalte in den Schulen sowie die Pädagogik in den sozialpädagogischen Einrichtungen der Wohlfahrtspflege mussten sich der herrschenden Ideologie anpassen. Beispielsweise schrieb Hedwig Koch, Leiterin des Hauses I im November 1939, unmittelbar nach Kriegsbeginn:

„Nun gehen wir in den Winter hinein. Die Schülerinnen arbeiten Gesellschaftsspiele für die Soldaten in den Lazaretten und heften Bücher für sie… Wir sind bereit, jederzeit die Aufgaben zu übernehmen, die der Augenblick von uns fordern wird. Was uns abgefordert wird, wissen wir ja noch nicht, denn es ist, als ob man im Augenblick zwischen den Zeiten lebte.“

Da ein beträchtlicher Teil der Gebäude des PFH durch Kriegseinwirkungen zerstört und in Mitleidenschaft gezogen war, begann man nach 1945 zügig mit dem Wiederaufbau.

## Struktur und Einrichtungen heute
Das PFH wird von einer Direktion geleitet und besitzt Referatsleitungen für die Fachschule, für die Kinder- und Jugendhilfe sowie für die Verwaltung. Dienstherrin ist die Berliner Senatorin für Bildung, Jugend und Familie Sandra Scheeres. Kontrolliert wird die Tätigkeit der Einrichtungen von einem Kuratorium aus gewählten Mitgliedern des Abgeordnetenhauses Berlin.
Das PFH als freier und gemeinnütziger Träger ist sowohl dem Paritätischen Wohlfahrtsverband angeschlossen als auch eine Anstalt des öffentlichen Rechts und kann somit Beamte beschäftigen.
Aktuell gehören zu den Einrichtungen des PFH
- eine Fachschule für Sozialpädagogik-Schule mit europäischem Profil
- eine Fachoberschule für Gesundheit und Soziales
- Kindertagesstätten
- Ganztagsbereiche an Schulen
- Familienzentren/Nachbarschaftszentren/ein Mehrgenerationenhaus
- offene Kinder- und Jugendarbeit (u. a. der Juxirkus Schöneberg)
- Familienberatung
- Jugendsozialarbeit an Schulen
- werkpädagogische Angebote in Kooperation mit Grund- und Sekundarschulen
- Therapeutische Jugendwohngruppen/Tagesgruppen

Im Jahr 2001 wurde im PFH das pädagogische Leitkonzept Early Excellence eingeführt, nach dem heute alle Einrichtungen des PFHs arbeiten. Die Early Excellence-Initiative startete zunächst im Kinder- und Familienzentrum Schillerstraße, dann in weiteren Kitas, Grundschul-Ganztagsbereichen, Familienzentren, in der Fachschule für Sozialpädagogik sowie in all den anderen zum Hause gehörenden Einrichtungen. Die Kernideen dieses Ansatzes sind für das PFH nicht neu, sondern bereits von Anfang an in dessen Tradition verankert. Seit der Gründung des PFHs stehen eine ganzheitliche Elementarbildung, die Berücksichtigung der Individualität und der familiären Hintergründe eines jeden Kindes sowie das Lernen im und durch das Spiel im Zentrum der pädagogischen Konzeption der allumfassenden Erziehungs- und Bildungsinstitution.
Der Verein „Pestalozzi-Fröbel-Verband (PFV)“ (Barbarossastraße, nicht verwandt mit der Fröbel-Gruppe) steht in wohlwollender Verbindung mit dem Einrichtungsträger.

## Ehemalige
- Lili Droescher, Leiterin und Dozentin von 1913 bis 1934
- Elise von Hopffgarten, Vorsitzende bis 1922
- Charlotte Dietrich, kommissarische Oberleitung in den 1930er Jahren

- Martha Abicht, Marie Bloch, Alexandrine Hegemann, Hannah Karminski, Nelly Wolffheim, Käthe Heintze, Elisabeth Blochmann, Anna von Gierke, Hildegard von Gierke, Elisabeth von Grunelius, Isa Gruner, Gertrud Feiertag, Marie Munk, Ella Schwarz, Luise Kührt

- Hildegard Böhme, Lehrerin in den 1920er Jahren
- Margarete Sommer, Dozentin am Fürsorge-Seminar
- Elfriede Strnad, Dozentin
- Erika Hoffmann, 1928–1947 Fachlehrerin für Pädagogik und Psychologie
- Netti Christensen, Werklehrerin um 1946
- Wilhelm Conrad Gomoll, Dozent für Literatur- und Kunstgeschichte von 1910–1914
- Ruth Zechlin, Dozentin 1932–1938 (1935–38 am Berliner Seminar für Sozialarbeiter)
- Sabine Hebenstreit-Müller, Direktorin des PFH von 1999–2017